# 伊瓦诺·丰塔纳
伊瓦诺·丰塔纳（義大利語：Ivano Fontana，1926年11月25日—1993年12月24日），意大利男子拳击运动员。他曾代表意大利参加1948年夏季奥林匹克运动会拳击比赛，获得男子中量级铜牌。